# Кюзен
Кюзен (нем. Kühsen) — община в Германии, в земле Шлезвиг-Гольштейн.
Входит в состав района Герцогство Лауэнбург. Подчиняется управлению Нуссе.  Население составляет 377 человек (на 31 декабря 2010 года). Занимает площадь 7,28 км².